# Leptostylus decipiens
Leptostylus decipiens är en skalbaggsart som beskrevs av Bates 1880. Leptostylus decipiens ingår i släktet Leptostylus och familjen långhorningar.
Artens utbredningsområde är:
- Costa Rica.
- Nicaragua.
- Panama.

Inga underarter finns listade i Catalogue of Life.